# Films américains sortis en 1904
Listes de films américains
- 1900
- 1901
- 1902
- 1903
- 1904
- 1905
- 1906
- 1907
- 1908

Liste (non exhaustive) de films américains sortis en 1904
| Titre                                     | Réalisateur        | Distribution | Genre                  | Notes                                                                              |
| ----------------------------------------- | ------------------ | ------------ | ---------------------- | ---------------------------------------------------------------------------------- |
| Alligator Farm                            |                    |              | Documentaire           | Filmé durant l'été 1903 à Atlantic City, New Jersey                                |
| The Automobile Race                       |                    |              |                        |                                                                                    |
| The Chicago Fire                          |                    |              | Documentaire en direct | Incendie à Chicago avec des pompiers sur les toits aspergeant les bâtiments en feu |
| The Child Stealers                        |                    |              |                        |                                                                                    |
| Decoyed                                   |                    |              |                        |                                                                                    |
| A Ferry in the Far East                   |                    |              |                        |                                                                                    |
| Diving Lucy                               |                    |              |                        |                                                                                    |
| Fording a Stream                          |                    |              |                        |                                                                                    |
| The Girls in the Overalls                 | Harry Buckwalter   |              | Film documentaire      | La vie difficile d'une famille dans un ranch du Colorado                           |
| The Great Baltimore Fire                  |                    |              |                        |                                                                                    |
| High Diving and Reverse                   |                    |              |                        |                                                                                    |
| Hurdle Jumping                            |                    |              |                        |                                                                                    |
| An Intelligent Elephant                   |                    |              |                        |                                                                                    |
| The Monkey Bicyclist                      |                    |              |                        |                                                                                    |
| Monkey, Dog and Pony Circus               |                    |              |                        |                                                                                    |
| The Moonshiner                            |                    |              |                        |                                                                                    |
| Nervy Nat Kisses the Bride                |                    |              |                        |                                                                                    |
| A Nigger in the Woodpile                  |                    |              |                        |                                                                                    |
| Parsifal                                  |                    |              |                        |                                                                                    |
| The Lover's Ruse                          |                    |              |                        |                                                                                    |
| A Race for a Kiss                         |                    |              |                        |                                                                                    |
| Raid on a Coiner's Den                    |                    |              |                        |                                                                                    |
| Revenge!                                  |                    |              |                        |                                                                                    |
| A Railway Tragedy                         |                    |              |                        |                                                                                    |
| Scarecrow Pump                            | Edwin S. Porter    |              | Comédie                |                                                                                    |
| The Strenuous Life; or, Anti-Race Suicide | Edwin S. Porter    |              | Comédie                |                                                                                    |
| The Suburbanite                           | Wallace McCutcheon |              | Comédie                |                                                                                    |
| Westinghouse Works, 1904                  |                    |              |                        |                                                                                    |